# Neurocisticercosi
La neurocisticercosi (NCC) è una forma di cisticercosi che riguarda il sistema nervoso centrale. Si tratta di un'infezione parassitaria del sistema nervoso centrale causata dalla Taenia solium spesso conseguente al consumo di cibo infetto cotto in modo inadeguato o acqua contaminata. Migrano nel cervello, nei muscoli, negli occhi e nella cute. La neurocisticercosi presenta vari segni e sintomi che dipendono dalla posizione, dal numero di lesioni e dalla risposta immunitaria, che vanno dall'assenza di manifestazioni fino al verificarsi di casi letali. I sintomi più comuni sono crisi epilettiche, ipertensione endocranica, deficit cognitivi e deficit focali.
La diagnosi di neurocisticercosi si basa su tecniche di neuroimaging e sierologia, con criteri diagnostici che includono esami del sangue, la tomografia computerizzata e l'imaging a risonanza magnetica. La neurocisticercosi può essere classificata come parenchimale o extraparenchimale. La neurocisticercosi parenchimale si riferisca a lesioni all'interno del parenchima cerebrale, mentre la neurocisticercosi extraparenchimale riguarda lesioni nei ventricoli cerebrali o negli spazi subaracnoidei. La neurocisticercosi può essere prevenuta migliorando le condizioni sanitarie e aumentando la consapevolezza tramite campagne di sverminazione e vaccinazione nelle aree endemiche.
Il trattamento necessita di un approccio personalizzato, basato sulla vitalità delle cisti, sulla risposta immunitaria del paziente e sulla posizione e il numero delle lesioni. I sintomi della neurocisticercosi vengono trattati con farmaci antiepilettici, antiedemigeni, analgesici o antinfiammatori. La chirurgia, la somministrazione di steroidi o di altri farmaci, sono mezzi utilizzati per trattare l'ipertensione intracranica. I farmaci antiparassitari sono usati per trattare le cisti vescicolari vitali o le prime fasi colloidali e sono inefficaci contro le cisti calcificate. La somministrazione di steroidi è impiegata anche per gestire l'infiammazione nel sistema nervoso centrale. Nei casi gravi, i farmaci antiparassitari possono essere inefficaci a causa dei rischi di infiammazione massiva. I trattamenti chirurgici possono essere necessari per un approccio aggressivo, come lo shunt cerebrale  e l'escissione delle cisti. La neurocisticercosi parenchimale e a singola lesione ha generalmente una prognosi favorevole, mentre la neurocisticercosi extraparenchimale può portare a idrocefalo ostruttivo e alla morte improvvisa o lenta.
La neurocisticercosi è endemica nei paesi in via di sviluppo, in particolare nelle regioni più povere con scarse condizioni igieniche e mancanza di acqua potabile, come in America Latina, Cina, Nepal, Africa, India e Sud-est asiatico. Sebbene rara in Europa e negli Stati Uniti, l'immigrazione ne ha causato un aumentato. La Taenia solium è stata descritta fin dal 1500 a.C. ed è stata trovata in antiche mummie egizie. I primi casi noti di neurocisticercosi risalgono probabilmente al 1558. Nel 1792, un medico peruviano riportò un caso di teniasi e cisticercosi simultanee nello stesso individuo. Nel XIX secolo, patologi tedeschi trovarono somiglianze tra la Taenia solium e il cisticerco scoprendo che il consumo di cisticerchi provenienti da carne di maiale causava la teniasi intestinale nell'uomo.

## Storia
La neurocisticercosi è endemica nella maggior parte dei paesi in via di sviluppo, ad eccezione di quelli prevalentemente musulmani. La neurocisticercosi è più comune nei paesi poveri con condizioni igieniche inadeguate e mancanza di acqua potabile. E' endemica in America Latina, Cina, Nepal, Africa, India e Sud-est asiatico. La neurocisticercosi è stata rara in Europa e negli Stati Uniti.Le aree geografiche più interessate da questa patologia sono l’America del Sud e Centrale, l’Est-Africa ed Equatoriale, l’India, le Filippine e la Cina del Nord-Est. 

## Epidemiologia
Le prime descrizioni della Taenia solium risalgono al 1500 a.C. Cisticerchi di Taenia solium sono stati trovati persino nelle antiche mummie egizie. Le prime descrizioni note di neurocisticercosi furono opera di John Wolfgang Rumler nel 1558. Nel 1792, Hipólito Unanue, un medico e giornalista peruviano, registrò probabilmente per la prima volta un caso simultaneo di teniasi e cisticercosi nello stesso individuo, quando riportò il caso di un soldato con teniasi che morì a seguito di una violenta crisi epilettica. Durante il XIX secolo, i patologi tedeschi notarono i paralleli morfologici tra la testa adulta della Taenia solium e lo scolice del cisticerco. Friedrich Küchenmeister dimostrò, alimentando un prigioniero con salsicce e una zuppa di tagliatelle che contenevano cisticerchi raccolti da un maiale appena macellato, che l'assunzione di carne di maiale con cisticerchi causava la teniasi intestinale nell'uomo. Nella seconda metà del XIX secolo, la ricerca dimostrò che nutrire i maiali con uova di Taenia provenienti da umani infetti causava la cisticercosi.

## Eziologia
La neurocisticercosi è causata dalle larve di un verme parassita chiamato Taenia solium. Molti casi derivano dal consumo di carne di maiale infetta e poco cotta, o di altri alimenti o anche di acqua contaminata. Una volta che qualcuno assume qualcosa contenente Taenia solium, i cisticerchi,  larve incistate, vengono rilasciati nell'intestino tenue. La testa del verme, quindi, si rivoltare verso l'esterno e si attacca alla parete intestinale. Una volta attaccato, la testa si sviluppa in un verme che penetra nella parete intestinale e viene rilasciato nel flusso sanguigno, dove può viaggiare verso varie aree del corpo come il cervello, i muscoli, gli occhi e la cute.
Dal punto di vista epidemiologico si possono realizzare diverse modalità di infestazione. 1) L’autoinfestazione: esterna ed interna. Nel primo caso un soggetto che ospita T. solium porta alla bocca uova contaminanti a provenienza fecale. Nel secondo caso le proglottidi risalgono allo stomaco dall’intestino, grazie ai movimenti antiperistaltici ed alla motilità dello strobilo. In questa evenienza la malattia cisticercotica, realizzandosi la liberazione di un numero notevole di uova, può assumere una particolare gravità. 2) L’eteroinfestazione è possibile per ingestione di uova presenti nell’acqua o negli ambienti domestici, ed è più frequente in caso di convivenza con soggetti già infestati da T. solium.

## Segni e sintomi
La neurocisticercosi presenta un'ampia gamma di segni e sintomi. La varietà di sintomi è dovuta alla posizione, alla quantità di lesioni e alla risposta del sistema immunitario all'infezione. La neurocisticercosi può variare da asintomatica a letale. È stata definita come il "grande imitatore" perché può mimare molte altre patologie neurologiche. I sintomi più comuni della neurocisticercosi sono le convulsioni, l'ipertensione intracranica, deficit cognitivi e i deficit focali.
| Luogo                | Forma della malattia                                    | Manifestazioni cliniche comuni                                                 |
| -------------------- | ------------------------------------------------------- | ------------------------------------------------------------------------------ |
| Parenchima cerebrale | Cisti vascolari                                         | Convulsioni; spesso asintomatica                                               |
| Parenchima cerebrale | Cisti colloide                                          | Convulsioni; vomito; mal di testa; segni focali                                |
| Parenchima cerebrale | Granuloma/calcificazioni                                | Convulsioni, talvolta ricorrenti                                               |
| Parenchima cerebrale | Encefalite                                              | Convulsioni; coma; ipertensione intracranica                                   |
| Spazio suberacnoideo | Cisti giganti nelle cisterne del liquido cerebrospinale | Convulsioni; segni focali; ipertensione intracranica; Compromissione cognitiva |
| Spazio suberacnoideo | Aracnoidite diffusa                                     | Segni focali; ipertensione intracranica                                        |
| Spazio suberacnoideo | Idrocefalo                                              | Ipertensione intracranica; compromissione cognitiva                            |
| Spazio suberacnoideo | Vasculite                                               | Ictus                                                                          |
| Ventricoli cerebrali | Cisti ventricolare                                      | Segni focali; ipertensione intracranica                                        |
| Ventricoli cerebrali | Ependimiti                                              | Convulsioni; ipertensione intracranica.                                        |
| Midollo spinale      | Aracnoiditi                                             | Dolore radicolare; debolezza; raramente meningite                              |
| Midollo spinale      | Cisti parenchimali                                      | Segni motori e sensitivi al di sotto del livello della lesione                 |
| Altro                | Cisticercosi soprasellare                               | Disturbi oftalmici e endocrinologi                                             |
| Altro                | Cisticircosim oftalmica                                 | Perdita della vista; paralisi muscolare extraoculare                           |
| Altro                | Cisticircosi muscolare                                  | Psuedoipertrofia muscolare                                                     |

### Epilessia
Il sintomo più comune della neurocisticercosi sono le convulsioni. Nelle regioni dove la condizione è comune, essa rappresenta la principale causa di epilessia a esordio nell'età adulta. Le convulsioni si riscontrano più frequentemente nella neurocisticercosi parenchimale rispetto alle altre forme. Gli episodi convulsivi possono verificarsi in qualsiasi fase della malattia mentre le crisi parziali sono la manifestazione più comune. Se la neurocisticercosi non viene trattata, le convulsioni spesso si ripresentano e possono persistere nonostante il trattamento. Le convulsioni sono più frequentemente associate a cisti in fase di degenerazione. Queste cisti sono spesso accompagnate da edema, infiammazione, danno neuronale e gliosi. Le convulsioni sono causate dalle risposte infiammatorie nel cervello e dall'effetto di compressione conseguente alle cisti. Gli episodi convulsivi sono più comuni in presenza di lesioni multiple; le cisti attive sono associate a convulsioni al primo esordio, mentre i granulomi calcificati sono associati a epilessia cronica.

### Deficit focali
I pazienti affetti da neurocisticercosi possono manifestare una varietà di sintomi neurologici specifici in base alla dimensione, al numero e alla posizione dei parassiti. Le manifestazioni relative al sistema piramidale sono le più comuni; tuttavia, sono stati riportati anche deficit sensoriali, rigidità parkinsoniana, movimenti involontari, disturbi del linguaggio e segni di disfunzione del tronco cerebrale. I sintomi neurologici focali si osservano più comunemente nei pazienti con grandi cisti subaracnoidee che comprimono il parenchima cerebrale. I pazienti con neurocisticercosi e aracnoidite possono presentare segni focali e ictus ischemico causati da occlusione di arterie intracraniche piccole e medie, intrappolamento dei nervi cranici che porta a paralisi dei muscoli extraoculari, perdita dell'udito, paralisi del nervo facciale o nevralgia del trigemino, e a sintomi neurologici focali causati dal compromesso del tronco encefalico. La cisticercosi del midollo spinale causa spesso dolore radicolare, debolezza e deficit sensoriali dovuti a effetti di massa localizzati o infiammazione nello spazio subaracnoideo.

### Ipertensione intracranica
L'ipertensione intracranica è associata alla neurocisticercosi e può essere accompagnata da altri sintomi. Si riconstra più frequentemente nella neurocisticercosi extraparenchimale. La causa più comune di ipertensione intracranica nella neurocisticercosi è l'idrocefalo. L'idrocefalo può essere correlato a ependimite granulare, compressione delle vie del liquido cerebrospinale a causa di cisti, aracnoidite cisticercotica e infiammazione o cisti che bloccano i ventricoli. Inoltre, la stenosi dell'acquedotto cerebrale è stata collegata a cefalee parossistiche e alla sindrome di Parinaud. Grandi cisti subaracnoidee, così come agglomerati di cisti che crescono tipicamente nella scissura di Silvio o nelle cisterne basali del cervello, possono anche causare un effetto massa con ipertensione intracranica, con o senza idrocefalo. L'ipertensione intracranica può presentarsi come perdita episodica della coscienza durante i movimenti del capo, nota come sindrome di Bruns. Altre volte l'ipertensione intracranica può essere subacuta o cronica. L'ipertensione intracranica può essere causata anche dall'encefalite cisticercotica, una forma grave di neurocisticercosi che colpisce generalmente donne giovani e bambini. L'encefalite cisticercotica è caratterizzata da convulsioni, ipertensione intracranica, obnubilamento della coscienza, edema della papilla, cefalea, riduzione dell'acuità visiva e vomito.

### Disturbi cognitivi e psichiatrici
Le manifestazioni cognitive e psichiatriche della neurocisticercosi possono variare da lievi deficit a grave demenza. Sono stati riportati episodi di psicosi che includono paranoia, confusione e comportamenti violenti. Alcuni di questi episodi potrebbero essere associati all'epilessia psicomotoria o alla psicosi postictale. Altri sintomi psichiatrici della neurocisticercosi includono ansia, delirio, alterazioni sensoriali, depressione e disturbi della personalità. Le persone con neurocisticercosi possono manifestare depressione, deficit cognitivi o un declino nella qualità della vita.

### Altri sintomi
La neurocisticercosi può causare un'ampia gamma di sintomi neurologici comuni, tra cui mal di testa, ictus e movimenti involontari. L'aracnoidite spinale può provocare dolore radicolare subacuto e debolezza. Le cisti nel parenchima del midollo spinale sono generalmente associate a deficit motori e sensoriali che variano a seconda della posizione della lesione. Coloro che hanno cisticerchi nella regione sellare possono presentare sintomi oftalmologici ed endocrinologici. I cisticerchi intraoculari si trovano più comunemente nello spazio sottoretinico e causano una riduzione graduale dell'acuità visiva o anomalie del campo visivo. Le cisti possono provocare infiammazione della membrana vitreale, uveite ed endoftalmite, che è la complicanza più grave della cisticercosi oculare e può portare alla ftisi bulbare. L'infezione cisticercale nei muscoli striati può causare indebolimento e ipertrofia nel tempo.

## Diagnosi
La neurocisticercosi può essere difficile da diagnosticare con precisione. I metodi utilizzati possono presentare problemi e spesso risultano difficili da applicare in aree con risorse limitate. L'esame fisico e le analisi di laboratorio spesso non risultano utili. La diagnosi di neurocisticercosi si basa sul neuroimaging e con la sierologia. Sono staticreati criteri diagnostici per facilitare la diagnosi.

## Trattamento
Un singolo metodo terapeutico non può essere adatto a tutte le persone affette da neurocisticercosi. Per decidere quale sia il trattamento più adeguato è necessario prima caratterizzare la malattia in termini di vitalità delle cisti, del grado di risposta immunologica dell'ospite al parassita e della posizione e numero delle lesioni per fornire una terapia adeguata. Solitamente vengono somministrati in concomitanza farmaci sintomatici e antiparassitari. Anche la chirurgia può avere un ruolo nella cura di alcuni casi.

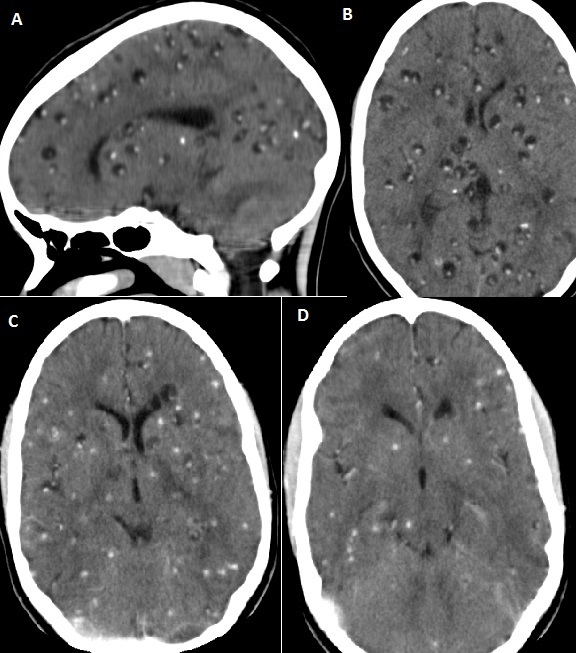
TC cerebrale in un caso di neurocisticercosi prima (A e B) e dopo (C e D) il trattamento con albendazolo

La neurocisticercosi è un'infezione persistente, con sintomi che possono comparire mesi o anni dopo. Di conseguenza, la rimozione del parassita non è un'emergenza, e il primo passo nel trattamento delle persone affette da neurocisticercosi è spesso mirato a minimizzare i sintomi. Ciò può essere fatto con l'uso di farmaci antiepilettici, antiedema, analgesici o antinfiammatori. La carbamazepina è comunemente usata per gestire le convulsioni, mentre l'approccio chirurgico, la somministrazione di acetazolamide, steroidi o mannitolo possono essere utilizzati per trattare l'ipertensione intracranica.
I farmaci antiparassitari non devono essere usati nei casi in cui vi sia un rischio preesistente di sviluppare idrocefalo, come nella neurocisticercosi sub-aracnoidea o encefalitica; in questi casi, l'infiammazione che si verifica dopo il trattamento può comportare un rischio significativo di rapido aumento della pressione intracranica e persino di morte. I due farmaci antiparassitari più comunemente usati sono albendazolo, un imidazolo che inibisce l'assorbimento e il metabolismo del glucosio nel parassita, e il praziquantel, una isochinolina che induce la paralisi del parassita alterando i canali del calcio e l'omeostasi. Questi farmaci sono appropriati solo per il trattamento delle cisti vesicolari vitali o delle cisti nelle prime fasi colloidali dello sviluppo e sono inefficaci contro le cisti calcificate.
La somministrazione di steroidi è un passo importante nella modulazione dell'infiammazione correlata alla neurocisticercosi nel sistema nervoso centrale, poiché controlla la risposta infiammatoria acuta che si verifica dopo la distruzione delle cisti vitali. Prednisolone e desametasone sono frequentemente usati come ausilio alla terapia antiparassitaria.
Il trattamento antiparassitario può risultare inefficace nei casi di infezione grave a causa dei pericoli legati all'infiammazione, ma queste forme di neurocisticercosi comportano un alto rischio di complicanze se non trattate. In alcune circostanze, può essere necessario un piano di trattamento più aggressivo, che include il ricorso alla chirurgia. I trattamenti chirurgici includono la creazione di uno shunt ventricolo-peritoneali e l'escissione delle cisti.

## Prognosi
La neurocisticercosi parenchimale e quella con lesione singola di solito hanno una buona prognosi, mentre non è altrettanto favorevole per la neurocisticercosi extraparenchimale. La neurocisticercosi extraparenchimale può portare a idrocefalo ostruttivo, morte improvvisa o morte lenta.

## Prevenzione
La neurocisticercosi è prevenibile. Le misure preventive sono spesso a carattere politico e sociale e includono l'implementazione di un sistema sanitario efficiente, maggiore istruzione nella popolazione e una consapevolezza diffusa e corretta della malattia. La sverminazione dei maiali nelle aree dove la neurocisticercosi è endemica, così come la vaccinazione dei maiali con il vaccino TSOL18, sono ulteriori raccomandazioni utili per la prevenzione.